# Villentrois
Villentrois – miejscowość i dawna gmina we Francji, w Regionie Centralnym, w departamencie Indre. W 2013 roku populacja ówczesnej gminy wynosiła 632 mieszkańców. 
W dniu 1 stycznia 2019 roku z połączenia dwóch ówczesnych gmin – Faverolles-en-Berry oraz Villentrois – powstała nowa gmina Villentrois-Faverolles-en-Berry. Siedzibą gminy została miejscowość Villentrois. 